# 囊索达麦巴
囊索达麦巴，15世纪藏区山南拉甲里王系先民。吐蕃赞普俄松后裔。
他的父辈为藏擦六兄弟之一。生于山南丹萨梯附近。长大后，在埃堆（即拉甲里上部）温泉对面山上建了一座溪卡庄园，因山上长有山羊须草，故名“甲里山溪卡”（意为“山羊草溪卡”）。后来的山南拉甲里王系（“天神山羊草王系”）即源于此。他的后裔多出精通天神佛法的学者和僧众总管，曾建甲里宗，而且在日果扎西却宗建中央王宫，势力发展到约卡达孜宗及嘎宗。对宗喀巴的格鲁派出力为多。这支王系以吐蕃王族身份，直到清朝末年始终是西藏政教事务中的一支重要派系，世称“拉甲里哇”或“拉甲里王”。该系以吐蕃王族身份始终是西藏政教事务中的一支重要派系，世称“拉甲里哇”或“拉甲里王”。其吐蕃王族血统身份受到尊重，在噶厦、布达拉宫开会，位次略低于达赖喇嘛。